# LEM (Motor)
Der LEM-Motor (auch: Typ L-E-M) ist eine Motorengeneration von Piaggio, die seit 2012 gebaut wird.
Der Motor, der in zwei Hubraumvarianten, 125 cm³ und 155 cm³, angeboten wird, ist ein gebläseluftgekühlter Einzylinder-Viertakt-Ottomotor mit zwei Einlass- und einem Auslassventil, die über eine oben liegende Nockenwelle (SOHC) gesteuert werden. Er basiert auf dem Leader-Motor, von dem Piaggio Teile des Gehäuses und das stufenlose Getriebe mit Keilriemen übernommen hat. Er hat eine Saugrohreinspritzung. Das Gewicht des Motors beträgt 32 kg. Den Motor mit 125 cm³ gibt es seit 2013 mit leicht reduzierter Leistung.

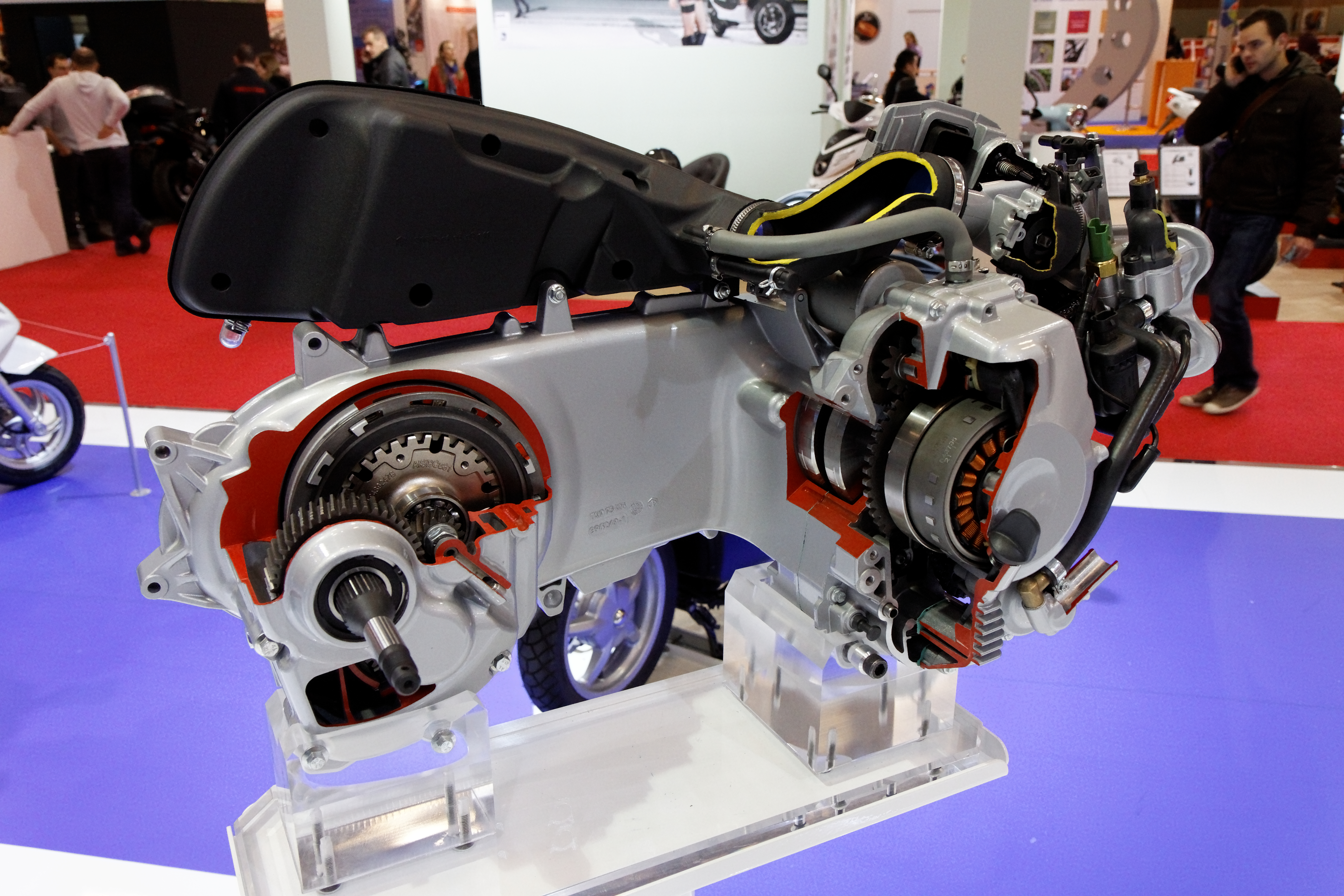
Vespamotor mit Variogetriebe
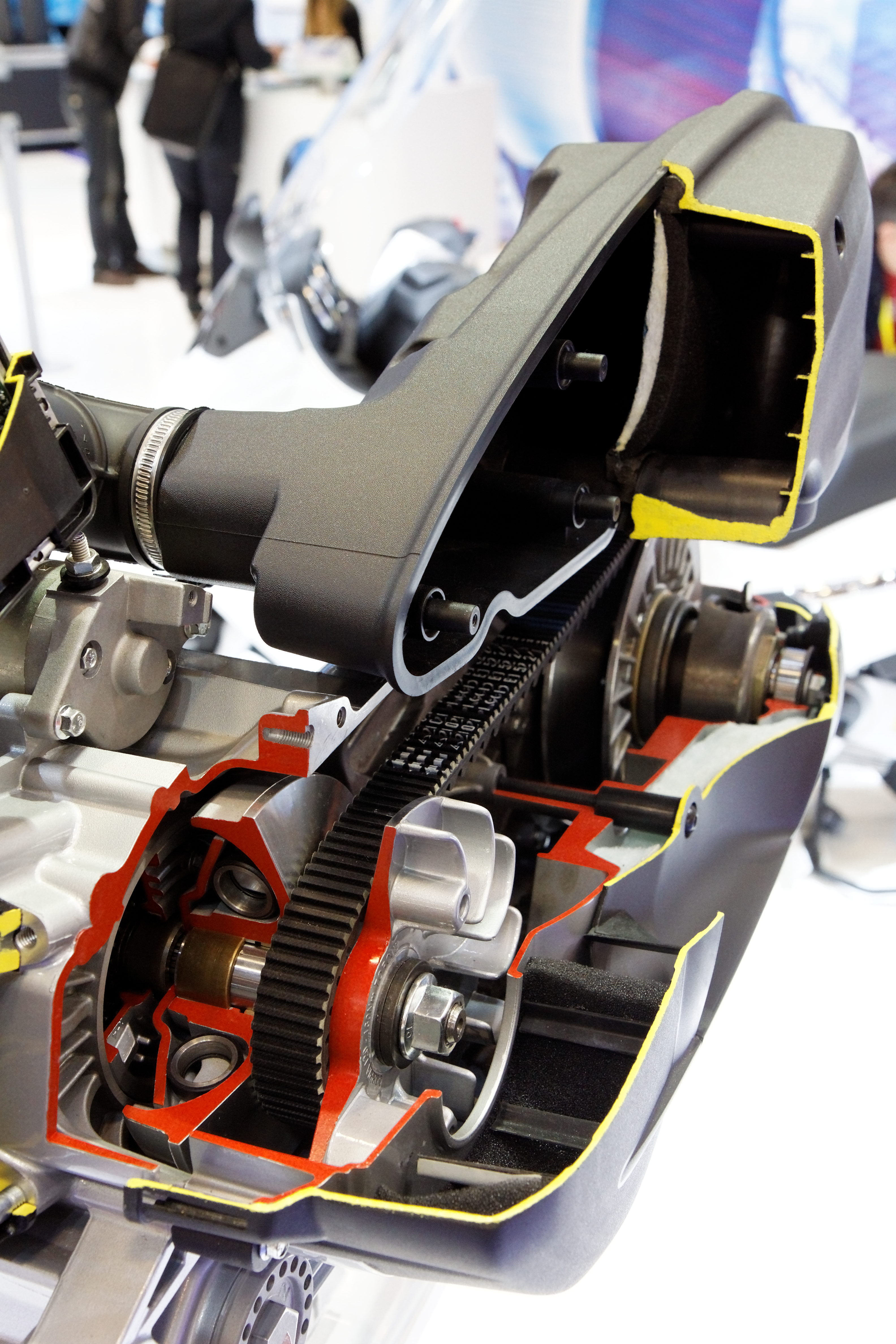
Vespamotor mit Variogetriebe
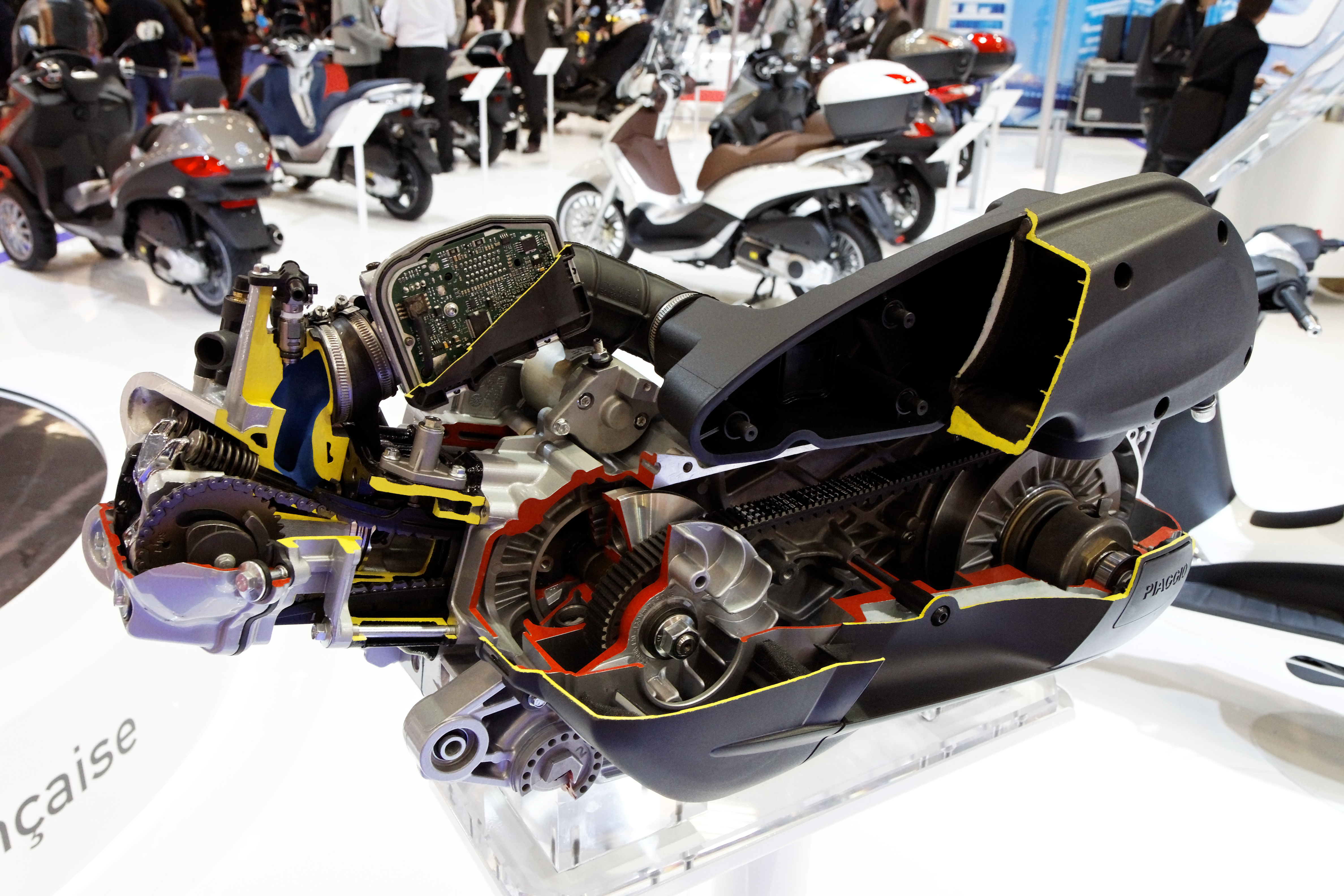
Vespamotor mit Variogetriebe

## Modelle
- Piaggio Fly 125
- Vespa LX
- Vespa 946
- Vespa Primavera

## Technische Daten
|                              | 125 3V                                                | 125 3V                                                | 150 3V                                                |
| ---------------------------- | ----------------------------------------------------- | ----------------------------------------------------- | ----------------------------------------------------- |
| Bauzeit                      | 2012                                                  | seit 2013                                             | seit 2012                                             |
| Motorbauart                  | Viertakt, luftgekühlt, 3 Ventile                      | Viertakt, luftgekühlt, 3 Ventile                      | Viertakt, luftgekühlt, 3 Ventile                      |
| Gemischaufbereitung          | elektronische Einspritzung PFI (Port Fuel Injection)  | elektronische Einspritzung PFI (Port Fuel Injection)  | elektronische Einspritzung PFI (Port Fuel Injection)  |
| Hubraum                      | 124 cm³                                               | 124 cm³                                               | 155 cm³                                               |
| Bohrung × Hub (mm)           | 52,0 × 58,6                                           | 52,0 × 58,6                                           | 58,0 × 58,6                                           |
| max. Leistung (PS) bei 1/min | 8,5 kW (11,6 PS) 8250                                 | 7,9 kW (10,7 PS) 7700                                 | 9,5 kW (12,9 PS) 7750                                 |
| max. Drehmoment bei 1/min    | 10,7 Nm 6500                                          | 10,4 Nm 6000                                          | 12,8 Nm 6250                                          |
| Getriebe                     | Stufenloses Keilriemengetriebe mit Fliehkraftkupplung | Stufenloses Keilriemengetriebe mit Fliehkraftkupplung | Stufenloses Keilriemengetriebe mit Fliehkraftkupplung |
| Abgasnorm                    | Euro 3                                                | Euro 3                                                | Euro 3                                                |
| Serviceintervalle            | 10.000 km                                             | 10.000 km                                             | 10.000 km                                             |